# 24 dzień
24 dzień (ang. The 24th Day) – amerykański thriller z 2004 roku w reżyserii Tony'ego Piccirillo. Zdjęcia kręcono w Filadelfii.

## Fabuła
Film jest swoistym studium psychologicznym dwóch mężczyzn. Tom (Scott Speedman) i Dan (James Marsden) nawiązują romans w barze. Gdy przenoszą się do mieszkania Dana, Tom zdaje sobie sprawę, że kilka lat temu był w tym miejscu. Okazuje się, że Dan jest nosicielem wirusa HIV, a o zakażenie obwinia właśnie Toma.

## Główne role
- James Marsden – Dan
- Scott Speedman – Tom
- Sofía Vergara – Isabella
- Barry Papick – Pan Lerner
- Charles J. Corrado Jr. – Oficer
- Jarvis W. George – Oficer
- Scott Roman – Barman
- Jeffrey Frost – Asystent Dana
- Jona Harvey – Marla
- Thea Chaloner – Żona
- Brian Campbell – Blondie